# Spanische Badminton-Mannschaftsmeisterschaft 2015/16
Die Spanische Badminton-Mannschaftsmeisterschaft 2015/16 war die 30. Auflage der Teamtitelkämpfe in Spanien. Sie startete am 12. September 2015 und endete am 12. März 2016. Meister wurde Recreativo de Huelva-IES La Orden.

## Teilnehmende Mannschaften
| Team            | Ort           | Spielstätte                               |
| --------------- | ------------- | ----------------------------------------- |
| CB IES La Orden | Huelva        | Polideportivo Andrés Estrada              |
| CB Rinconada    | La Rinconada  | Pabellón Fernando Martín                  |
| CB Oviedo       | Oviedo        | Polideportivo Corredoria Arena            |
| CB Pitiús       | Ibiza         | Polideportivo Insular Blancadona          |
| CB Benalmádena  | Benalmádena   | Polideportivo Arroyo de la Miel           |
| CB Tecnun       | San Sebastián | Polideportivo de la Escuela de Ingenieros |
| AE Granollers   | Granollers    | Pavelló Municipal del Congost             |
| CB Alicante     | Alicante      | Pabellón Pedro Ferrándiz                  |

## Vorrunde
| Platz | Team                              | Punkte | Spiele | Siege | Remis | Niederlagen | Spielverh. | Sätze   | Spielpunkte |
| ----- | --------------------------------- | ------ | ------ | ----- | ----- | ----------- | ---------- | ------- | ----------- |
| 1     | Recreativo de Huelva-IES La Orden | 39     | 14     | 13    | 0     | 1           | 72-26      | 151-66  | 4156-3434   |
| 2     | Soderinsa Rinconada               | 30     | 14     | 10    | 0     | 4           | 67-31      | 145-76  | 4161-3515   |
| 3     | Oviedo                            | 27     | 14     | 9     | 0     | 5           | 63-35      | 141-81  | 4163-3560   |
| 4     | CB Pitiús                         | 21     | 14     | 7     | 0     | 7           | 52-46      | 119-107 | 4062-3969   |
| 5     | CB Benalmádena                    | 21     | 14     | 7     | 0     | 7           | 46-52      | 100-119 | 3788-3857   |
| 6     | CB Tecnun                         | 18     | 14     | 6     | 0     | 8           | 46-52      | 105-118 | 3851-3938   |
| 7     | AE Granollers                     | 12     | 14     | 4     | 0     | 10          | 36-62      | 85-132  | 3559-4058   |
| 8     | CB Alicante                       | 0      | 14     | 0     | 0     | 14          | 10-88      | 33-180  | 2941-4350   |

## Finale
| Team 1                            | Ergebnis | Team 2              | Hin | Rück |
| --------------------------------- | -------- | ------------------- | --- | ---- |
| Recreativo de Huelva-IES La Orden | 8-6      | Soderinsa Rinconada | 5-2 | 3-4  |